# Finkenwerder

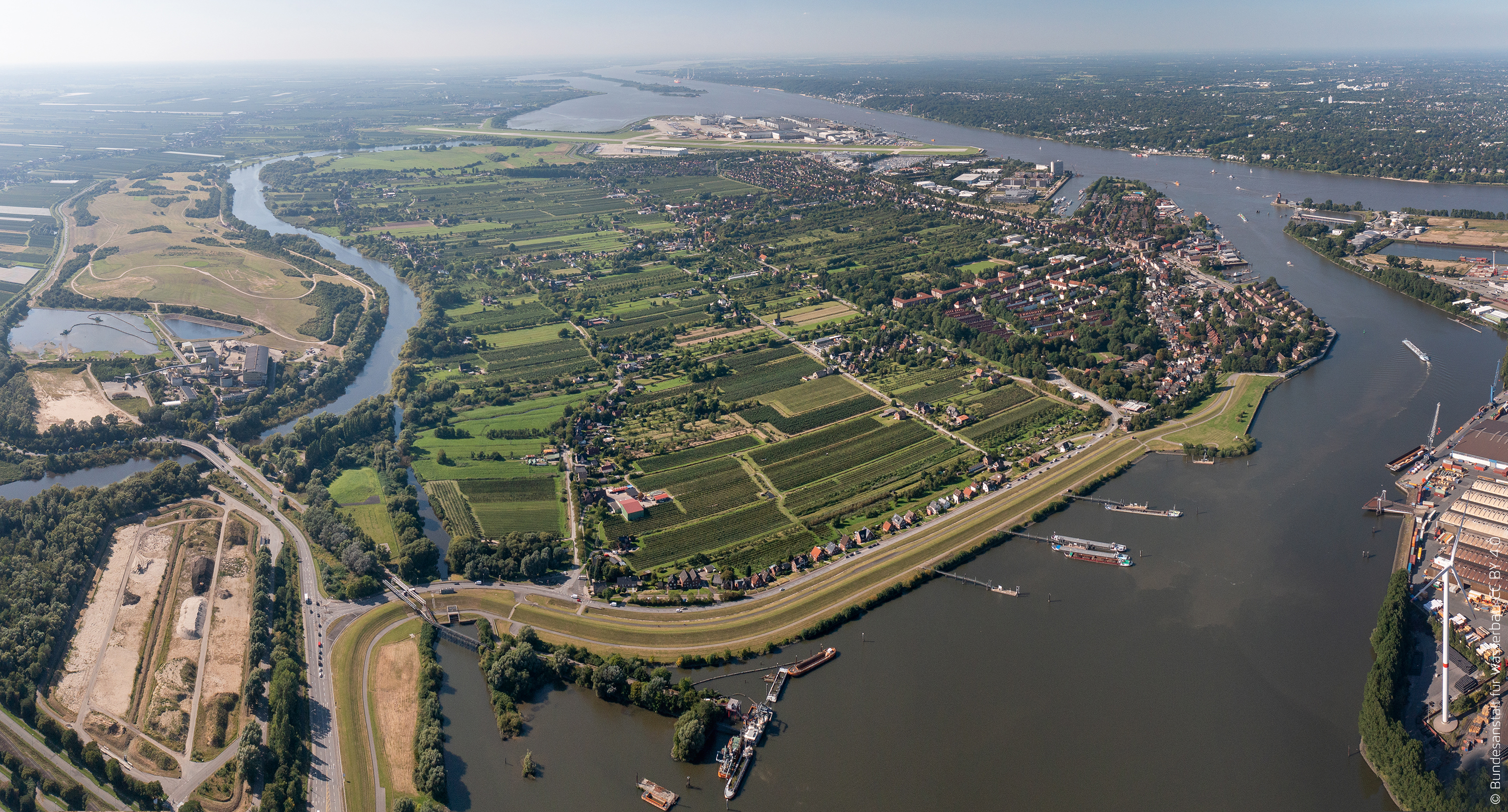
Utsikt från sydost över Finkenwerder. I förgrunden Finkenwerders yttre hamn och Köhlfleet, på bilden uppe till höger Nedre Elbe, till vänster den gamla Süderelbe och i bakgrunden Airbus fabriksanläggning och Mühlenberger Loch.

Finkenwerder i Hamburg-Mitte.

Finkenwerder (tyskt uttal (fil); lågtyska: Finkwarder, Finkenwarder eller -- wärder; tyska: Finkeninsel wärder; översättning: Finkön) är en stadsdel i Hamburg, Tyskland i stadsdelen Hamburg-Mitte. Här ligger idag Hamburgs Airbus-fabrik och Hamburg Finkenwerders flygplats. År 2016 bodde där 11 668 personer.

## Geografi
Enligt statistikkontoret i Hamburg och Schleswig-Holstein har stadsdelen Finkenwerder en total yta på 19,3 km2. Delar av den täcks av Hamburgs hamn.
Kvarterets västra och norra gräns är floden Elbe, tvärs över den ligger stadsdelen Altona i norr. I öster gränsar Finkenwerder av Köhlfleet-kanalen, tvärs över den ligger Waltershof, som Finkenwerder också delar en mindre landgräns med i sydost. I söder och sydväst går Finkenwerders gräns längs floden Alte Süderelbe, mittemot den ligger kvarteren Francop och Neuenfelde, där Finkenwerder har ytterligare en kortare landgräns med den senare.
En liten officiellt namnlös och obebodd ö, som lokalt kallas Schweinesand, är officiellt en del av Finkenwerder och representerar dess västligaste punkt.

## Historik
Finkenwerder nämns första gången 1236 (som "Vinkenwerder"). Fiskebyn blev en del av Hamburg 1445 och fick status som förort (Vorort) 1919.
Under andra världskriget, fram till den 30 april 1945, fanns ett koncentrationsläger i Finkenwerder. Det var ett underläger till Neuengamme. Det var också platsen för en Ubåtsbunker som skadades kraftigt av bomberna Tallboy och Grand Slam i april 1945. Den demolerades sedan efter kriget.

## Demografi
11 629 personer bodde i Finkenwerder 2006. Befolkningstätheten var 602 per kvadratkilometer. 18,9 % var barn under 18 år och 19,8 % var 65 år eller äldre. 13 % var invandrare. 461 personer var registrerade som arbetslösa.

## Politik
Finkenwerder är en del av Finkenwerders regionala församling tillsammans med distrikten Waltershof och Neuwerk.